# Falsomesosella subunicolor
Falsomesosella subunicolor är en skalbaggsart som beskrevs av Stefan von Breuning 1969. Falsomesosella subunicolor ingår i släktet Falsomesosella och familjen långhorningar. Inga underarter finns listade i Catalogue of Life.